# 香川メレ優愛ハヴィリ
香川 メレ優愛ハヴィリ（かがわ メレゆあハヴィリ、KAGAWA Mele Yua Havili、2001年9月29日 - ）は、日本の女子ラグビーユニオン選手。

## プロフィール
- 東京都立川市出身[1]。
- ポジションはセンター(CTB)。
- 身長 169cm、体重 64kg
- 父はトンガ人で、母は日本人。
- 7人制女子日本代表に選ばれたことがある[2]。

## 略歴
8歳からラグビーを始めた。
2020年、埼玉県立熊谷女子高等学校を卒業後、早稲田大学スポーツ科学部に入学。
2021年、東京五輪の7人制女子日本代表バックアップメンバーに選ばれた。